# Дендрарій Фрайбург-Гюнтерсталь
47°58′22″ пн. ш. 7°50′34″ сх. д. / 47.972801° пн. ш. 7.842693° сх. д.
Дендрарій Фрайбург-Гюнтерсталь (нім. Arboretum Freiburg-Günterstal) — дендрарій, площею близько 100 га, під орудою Фрайбурзького університету. 
Історія дендрарію сягає 1896 року, коли посадили перші плантації дугласії (Pseudotsuga menziesii) для дослідження їх використання в місцевому лісівництві. 
Ці ранні посадки досліджували переважно корисні дерева з Північної Америки та Японії. 
Масштабні посадки відбувалися в 1901-11 рр., коли посадили кілька сотень тисяч іноземних дерев. 
Після Другої світової війни додали багато рідкісних видів.
Сьогодні дендрарій перебуває під спільним управлінням університетського Інституту лісової ботаніки та Фрайбурзького ботанічного саду, і в ньому культивується близько 1300 видів дерев і чагарників з 60 країн і 5 континентів, включно із Abies nordmanniana, Cedrus atlantica, Chamaecyparis lawsoniana, Cryptomeria japonica, Larix leptolepis, Picea orientalis, Pinus austriaca, Pinus banksiana, Pinus strobus, Pinus ponderosa, Pseudotsuga menziesii та Sequoiadendron, а також листяні дерева, включно із Juglans nigra, Populus x canadensis, Quercus rubra та Robinia pseudacacia. 